# 사도 시대

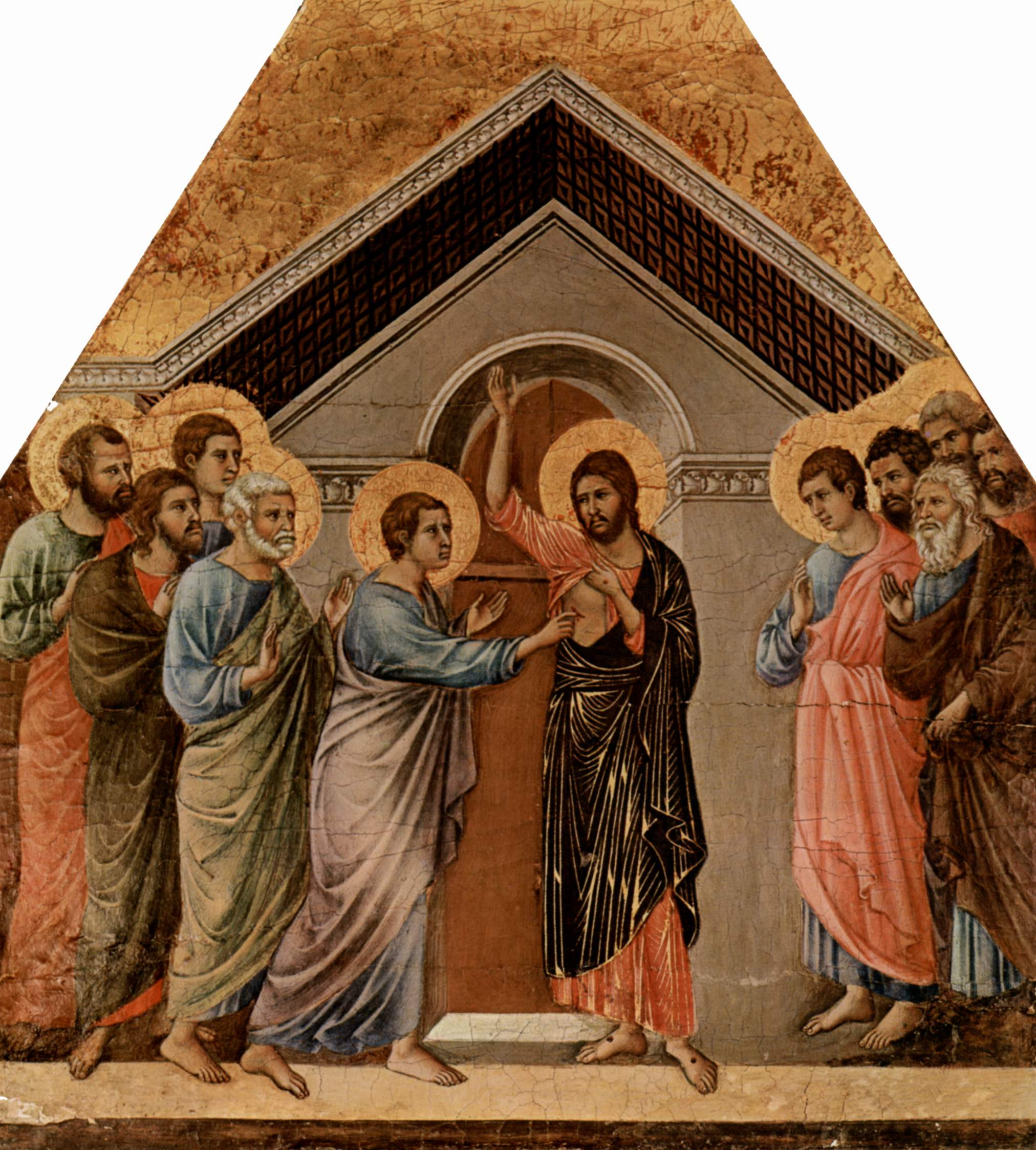
예수님이 부활 하신후에 사도들에게 나타난 모습

사도 시대(Apostolic Age)란 기독교의 역사에서 전통적으로 열두 사도들의 시대를 말한다. 주후 33년경 부활하신 예수께서 사도들에게 대사명을 명하신 그 때부터 시작하여 약 100년경에 즉 마지막 사도의 죽음의 때 즉 아나톨리아에서 사도 요한이 죽을 때까지의 기간을 말한다. 예루살렘에서 흩어졌지만 전통적으로 사도직을 가지고 기독교 전통에서 특별한 중요성을 가지고 있었다.

## 같이 보기
- 기독교 상징주의
- 유대교와 기독교
- 기독교화
- 고전 고대
- 예루살렘 공의회
- 헬레니즘 유대교
- 기독교 신학의 역사
- 기독교의 역사
- 로마 가톨릭교회의 역사
- 예수주의
- 만다야교
- 로마 제국의 기독교 박해
- 기독교 연표